# 本田竹広
本田 竹広（ほんだ たけひろ、本名：本田昂（たかし）、1945年8月21日 - 2006年1月12日）は、日本のジャズピアニスト。芸名は本田竹彦・本田竹曠とした時期あり。岩手県宮古市出身。国立音楽大学卒。ジャズ・ボーカリストのチコ本田は元妻、チコ本田との間に産まれた息子はジャズ・ドラマーの本田珠也。

## 経歴
- 1966年 プロとして渡辺明、武田和命などのコンボで活動開始。
- 1968年 自己のリーダー・トリオ初結成[1]。また、グループ・サウンズザ・モージョ結成。この時期、弘田三枝子の伴奏者としても活動。
- 1973年 渡辺貞夫カルテットに参加[3]。
- 1978年 峰厚介らとフュージョングループネイティブ・サンを結成。
- 1995年 - 1997年 2度の脳梗塞の後遺症で左片麻痺となる[1]。
- 1999年 リハビリテーションを経て音楽活動再開。この頃、ネイティブ・サンの再結成ライブも行う。
- 2006年1月12日 心不全で死去。享年60歳[3]。

## ディスコグラフィ
- 『本田竹彦の魅力』 - T. Honda Meets Rhythm Section Featuring S. Watanabe（1969年12月録音）(Trio) 1970年（初リーダー作品。渡辺貞夫と共演。）
- 『ザ・トリオ』 - The Trio（1970年3月録音）(Trio) 1970年
- 『浄土』 - Jodo（1970年12月録音）(Trio) 1970年
- 『フライング・トゥ・ザ・スカイ』 - .FLYING TO THE SKY（1971年3月録音）(Trio) 1971年
- 『アイ・ラブ・ユー』 - I Love You（1971年4月録音）(Trio) 1971年
- 『ワッツ・ゴーイング・オン』 - What's Going On （1971年録音）(Trio) 1973年
- ママ・Ｔと共同名義, 『ミスティ』 - MISTY（1971年12月録音）(Trio) 1976年
- 『ジス・イズ・ホンダ』 - This Is Honda（1972年4月録音）(Trio) 1972年（『スイングジャーナル』選定ジャズ・ディスク大賞、最優秀録音賞）
- 『サラーム・サラーム』 - Salaam Salaam（1974年6月録音）(East Wind) 1974年
- 『ライヴ・アット鹿児島 USA 1974 Vol.1"オレオ"』 - Live at Kagoshima USA Vol.1 "Oleo"（1974年6月録音）(Aketa's Disk) 2007年（没後作品）
  - 『ライヴ・アット鹿児島 USA 1974 Vol.2"ソフトリー・アズ・イン・ア・モーニング・サンライズ"』 - Live at Kagoshima USA Vol.2 "Softly As In A Morning Sunrise"（1974年6月録音）(Aketa's Disk) 2007年（没後作品）
- 『アナザー・ディパーチャー』 - Another Departure（1977年5月録音）(Flying Disk) 1977年（ロン・カーター、トニー・ウィリアムスが参加）
- 『イッツ・グレイト・アウトサイド』 - It's Great Outside（1978年3月、4月録音）(Flying Disk) 1978年
- ネイティブ・サン名義, 『サバンナ・ホットライン』 - Savanna Hot-Line（1979年8月～12月録音）(Victor) 1979年（ネイティブ・サンの代表作）
- ネイティブ・サンと共同名義, 『アグンチャ（仲間たち）』 - Aguncha（1978年2月録音）(Polydor) 1987年
- 『EASE』 - EASE（1992年9月録音）(BMG JAPAN) 1991年（『スイングジャーナル』選定ゴールドディスク）
- 『紀尾井ホール・ピアノリサイタル』 - My Piano My Life 05: Piano Recital（2005年7月録音）(Teichiku Entertainment) 2005年（千代田区「紀尾井ホール」におけるライヴ。本田のラスト・アルバム。）

## 参考資料
- “本田竹広”. CDJournal. 2021年4月5日閲覧。
- “本田 竹広とは”. コトバンク.  VOYAGE MARKETING. 2021年4月5日閲覧。（出典『新撰 芸能人物事典 明治〜平成』日外アソシエーツ、2010年。）
- “チコ本田「チコ」 | OTLCD-2405 | 4526180482802”. Billboard JAPAN. 2021年4月5日閲覧。